# گریت سامرفورد
گریت سامرفورد (به انگلیسی: Great Somerford) یک روستا و محله مدنی در بریتانیا است که در ویلتشر واقع شده‌است. گریت سامرفورد ۷۳۷ نفر جمعیت دارد.